# كلارنس أ. بارنز
كلارنس أ. بارنز هو محامي وسياسي أمريكي، ولد في 28 أغسطس 1882 في بروكلين في الولايات المتحدة، وتوفي في 26 مايو 1970 في أوك بلوفس في الولايات المتحدة. نشط حزبياً في الحزب الجمهوري. وقد انتخب عضو مجلس نواب ماساتشوستس ‏.